# 男子集会所
男子集会所（だんししゅうかいじょ）は、古代の社会や原住民の社会にしばしば見られる男子結社（メンズバンド）の活動およびその拠点
。
メンズハウスとも呼ばれる。とりわけ恒常的戦闘状態の地域において、男子集会所は戦士共産制の一形態となる。成年男子は兵営（集会所）で戦闘訓練と規律を受け、戦士として活動する。

## 概説
男子集会所は恒常的戦闘状態によって展開する原始的社会の軍事制度の一種である。男子集会所のメンバーとなるためには、戦闘能力や他の能力が要求される。そうした能力はテストされ、合格した者がメンバーとして受け入れられる。その入会式はやがてイニシエーション（通過儀礼）となっていった（成人式は男子集会所へのイニシエーションを起源としている）。
男子の戦闘的結社の展開と並行して女性（子供や老人を含む）集団は農耕的な母権制社会を形成する。そして、男子集会所および母権制社会のそれぞれに首長が存立する男女首長制が成立する。

## 男子集会所に起源する古代制度
スパルタのアンドレイオン、ギリシャのフラトリア、ローマのクリア、新羅の花郎、古代日本のヒコなどは古代、男子集会所に起源した制度もしくは役職であるとされる。

## 古代男子集会所の消滅
しかし、戦車の登場による軍事技術の変化と政治情勢の平和化を主な要因として、古代男子集会所はその発生後、急速に衰退と崩壊へ向かった。